# Helmnica
Helmnica (en serbe cyrillique : Хелмница; en albanais : Helmnicë) est un village de l'est du Monténégro, dans la municipalité de Podgorica.

## Démographie

### Évolution historique de la population
| 1948 | 1953 | 1961 | 1971 | 1981 | 1991 | 2003 |
| ---- | ---- | ---- | ---- | ---- | ---- | ---- |
| 123  | 135  | 158  | 211  | 207  | 87   | 52   |